# Демократи (Хорватія)
Демократи (хорв. Demokrati) — хорватська лівоцентристська політична партія. Заснована 20 жовтня 2018 в Загребі. Офіційно зареєстрована у Міністерстві управління Хорватії 27 листопада 2018. Станом на липень 2020 року, її голова — Мірандо Мрсич.
За свідченням самої партії, її програма основана на «довгостроковому, стійкому, сталому розвитку Хорватії».
Партія входила до Амстердамської коаліції — виборчого альянсу сімох ліберальних партій Хорватії, які взяли участь у виборах до Європейського парламенту в 2019 році.

## Політична позиція
На установчому з'їзді Мрсич заявив, що партія проводитиме кампанію за «Хорватію, де кожному платять за роботу стільки, що можна з цього жити, де мають гідну пенсію, рівний доступ до якісної медичної допомоги, рівні можливості в освіті та безпечне життя в чистому і здоровому середовищі».
Партія підтримує:
- конкурентноздатну цифрову економіку,
- децентралізацію,
- підвищення заробітної плати та пенсії,
- доступ до сучасних технологій та швидкого Інтернету,
- соціальну справедливість і громадянські свободи,
- охорону навколишнього середовища,
- рівні можливості в освіті та працевлаштуванні,
- права ЛГБТ,
- справедливу судову систему,
- скорочення парафіскальних платежів (обов'язкових платежів, що справляються на підставі вимоги публічної влади для покриття витрат на виконання делегованих публічних функцій та зараховуються безпосередньо на користь осіб, які виконують такі функції, а не до бюджету або інших централізованих публічних фондів) тощо.